# Cloud Lake
Cloud Lake é uma vila localizada no estado americano da Flórida, no condado de Palm Beach. Foi incorporada em 1948.

## Geografia
De acordo com o United States Census Bureau, a vila tem uma área de 0,2 km², onde todos os 0,2 km² estão cobertos por terra.

### Localidades na vizinhança
O diagrama seguinte representa as localidades num raio de 8 km ao redor de Cloud Lake.

## Demografia
Segundo o censo nacional de 2010, a sua população é de 135 habitantes e sua densidade populacional é de 868,7 hab/km². É a localidade menos populosa do condado de Palm Beach. Possui 65 residências, que resulta em uma densidade de 418,3 residências/km².